# Heiliggeisttaube

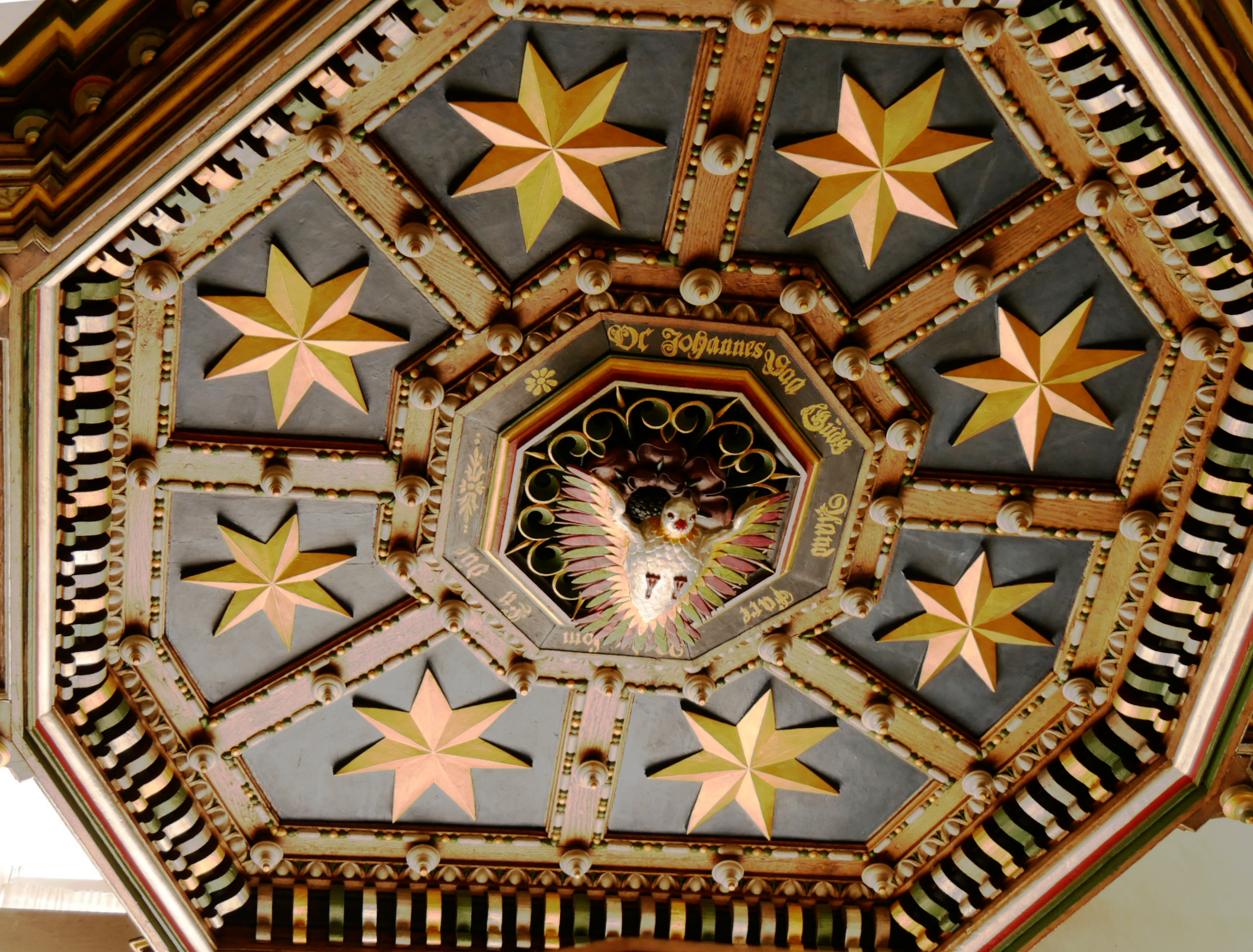
Heiliggeisttaube unten am Schalldeckel Kanzel der Besser Kirke, Dänemark

Heiliggeisttaube heißt eine aus Holz geschnitzte Taube mit einem Strahlenkranz, die den Heiligen Geist symbolisiert. Flügel und Schwanzfedern bestehen aus je einem, in dünne Schichten geschnittenen und dann aufgefächerten Stück Holz. Meist wird hierfür Fichtenholz verwendet. Eine solche Taube wird im Herrgottswinkel, über dem Esstisch oder anlässlich der Geburt oder Taufe eines Kindes über einer Kinderwiege aufgehängt. Dieser in Skandinavien, Norddeutschland, Süddeutschland und Österreich verbreitete Brauch lässt sich bis mindestens 1740 zurückverfolgen.

## Heiliggeistkugel

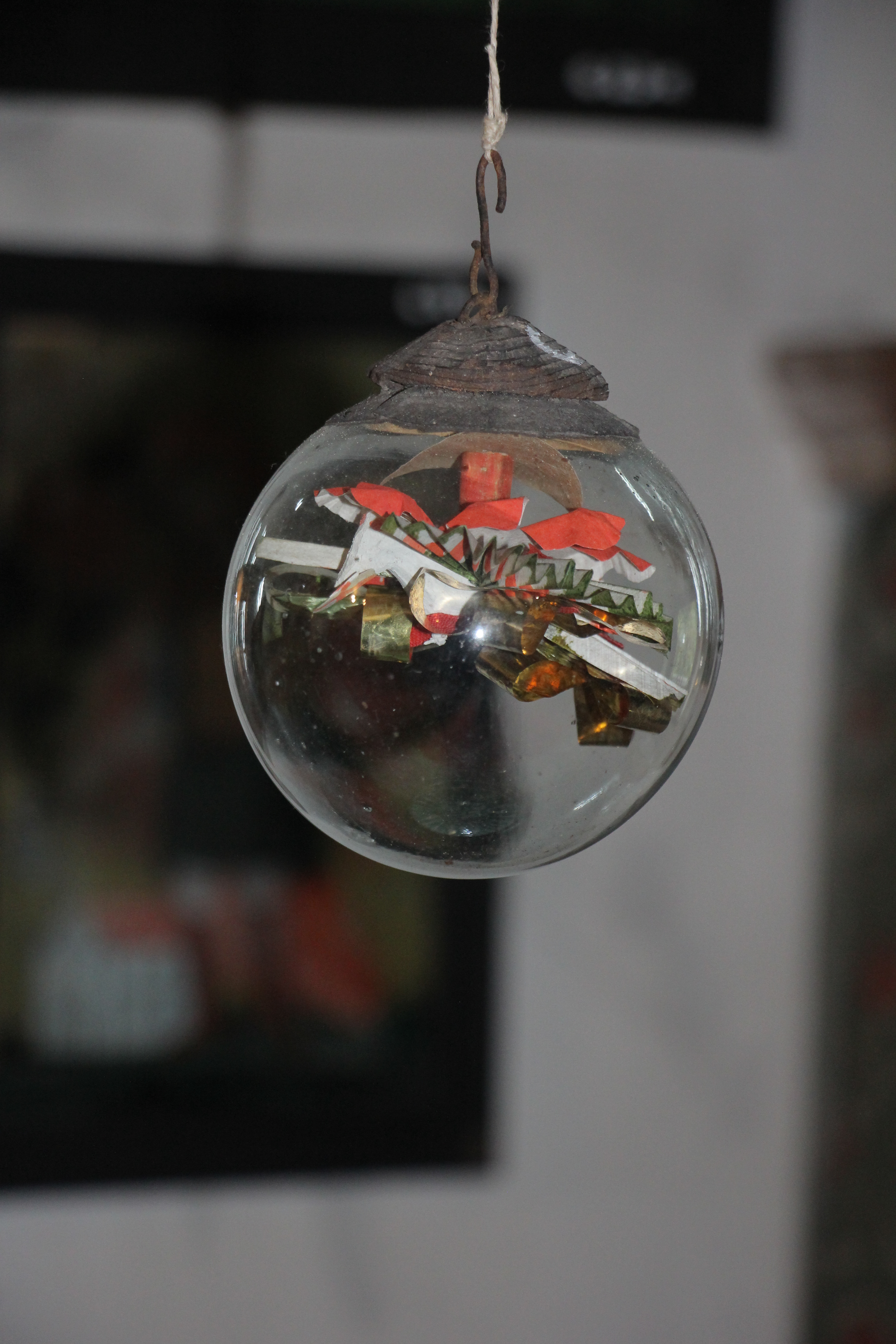
Heiliggeistkugel in einer Museumsküche

Im Bayerischen Wald und in Berchtesgaden werden Heiliggeisttauben auch traditionell in eine Glaskugel eingebracht. Eine solche Heiliggeistkugel ähnelt der Geduldsflasche. Weil von einer über dem Esstisch hängenden Glaskugel Kondenswasser in die dampfende Suppenschüssel zurücktropfen kann, hat diese Art der Heiliggeisttaube auch den scherzhaften Namen Suppenbrunzer erhalten.